# Peptidi bioattivi
I peptidi bioattivi sono peptidi (cioè composti proteici di dimensioni limitate a pochi amminoacidi) ottenuti tramite l'alimentazione che, oltre ad avere un valore meramente nutrizionale, esercitano anche un'attività biologica sull'organismo. Possono infatti legarsi a recettori delle cellule che regolano specifici processi metabolici.
Per esempio, le proteine o i peptidi aventi un'azione sul metabolismo dei lipidi, facilitano la mobilità del colesterolo, altri intervengono sul sistema immunitario, altri intervengono a livello del sistema nervoso. Possono agire come tali, o agire in associazione con altri peptidi.

## Azione
I peptidi bioattivi si originano dall'azione di una proteasi sulle proteine presenti in un alimento. In alcuni di essi ci possono essere delle proteasi, per esempio nel latte vi sono molti peptidi bioattivi, derivanti da una proteasi endogena presente nel plasma, la plasmina, che, agendo può liberare peptidi bioattivi.
Le proteasi possono essere aggiunte all'alimento, direttamente come enzimi isolati, o indirettamente attraverso inoculazione di determinati microrganismi che possono produrle, in quanto dotate di un proprio patrimonio enzimatico, per cui agiranno sulle proteine dell'alimento generando i peptidi bioattivi.

## I peptidi bioattivi e la digestione
I peptidi bioattivi possono essere generati anche durante la digestione, durante la quale avviene la separazione delle proteasi gastrointestinali delle proteine dell'alimento: tra i vari peptidi generati per azione delle proteasi.
In alcuni casi possono essere generati dopo l'assorbimento a livello della mucosa intestinale dei peptidi prodotti dalla digestione. In definita i peptidi sono sempre generati per azione di enzimi proteolitici aventi due caratteristiche : esogeni, nel senso che arrivano dall'alimento per diversi motivi, o endogeni, ossia, legati all'azione delle proteasi gastro intestinali.

## Il DNA e la sequenza amminoacidica
Perché una proteina generi peptidi bioattivi, ne deve già contenere la sequenza amminoacidica nella sua sequenza primaria. Vi saranno pertanto nella proteina, sequenze associate ai peptidi bioattivi, che successivamente ad un intervento di proteolisi (idrolisi attuata da una proteasi) rilascerà il peptide bioattivo.
Se nella proteina sono presenti più sequenze di peptidi bioattivi, la proteolisi potrà liberare più peptidi. Quindi per ottenere gli specifici peptidi bioattivi è importante che la proteina li contenga a priori. Se la proteina non possiede la sequenza riconducibile ad un peptide bioattivo, dopo l'idrolisi non avrò mai il peptide bioattivo.

## La liberazione di un peptide bioattivo
La liberazione di un peptide bioattivo è possibile per azione delle proteasi, quindi bisogna scegliere la proteasi che agisca sull'aminoacido vicino alla sequenza del peptide bioattivo. Le proteine che possiedono sequenze di peptidi bioattivi possono generare peptidi bioattivi e possono essere naturalmente presenti nell'alimento, quindi non agiscono come farmaci essendo naturalmente presenti nell'alimento per cui possono arricchirlo agendo in modo che vengano generati.

## Due gruppi principali di peptidi bioattivi
I peptidi bioattivi si suddividono in 2 gruppi principali : quelli che hanno effetti sistemici, e quelli che hanno effetti specifici . Per effetto sistemico significa che non intervengono direttamente, ma intervengono favorendone i processi.

## Alcuni esempi: processi iperglicemico e iperlipidemico
Per esempio i peptidi bioattivi aventi effetto ipercolesterolomerico, non legano il colesterolo, non vanno direttamente a rimuoverlo, ma intervengono sul processo legato alla sua rimozione e la favoriscono.
Lo stesso vale per il processo iperglicemico o per il processo iperlipidemico; non è che immediatamente i peptidi bioattivi rimuovono i grassi, ma intervengono nei processi di regolazione, facilitandone la rimozione, oppure intervengono in tutti i quei processi che regolano la glicemia presente nel sangue.
Questo significa intervenire nella produzione di insulina, in quanto la presenza dei peptidi bioattivi non abbassa il livello di glicemia, ma semplicemente intervengono nei meccanismi che regolano a loro volta, nel caso della glicemia, la sintesi della reazione dei due ormoni deputati alla regolazione della glicemia.
In effetti, la parola "specifici", significa che la loro presenza va a regolare un determinato processo.

## Altri esempio di processi legati ai peptidi bioattivi
Per esempio i peptidi bioattivi antipertensivi, regolano la pressione sanguigna, quindi l'effetto è immediato, ossia intervengono direttamente sulla regolazione sanguigna. Oppure i peptidi bioattivi immunomodulatori stimolano e facilitano la risposta del sistema immunitario rendendolo più efficiente più reattivo a determinate situazioni.
Vi sono tra i peptidi bioattivi quelli dotati di un effetto osteoprotettivo, cioè, facilitano il deposito dei minerali di calcio e di zinco a livello del tessuto osseo, oppure quelli agonisti o antagonisti dei recettori oppioidi, quelli definiti immuni, e quelli in grado di regolare la risposta del sistema nervoso a livello del cervello, quindi oppioidi in grado di alzare la soglia di percezione del dolore e della fatica.

## I peptidi bioattivi negli alimenti
Negli alimenti troviamo peptidi bioattivi dotati di tutte le funzioni precedenti, ma non troviamo peptidi bioattivi dotati di effetti sistemici, in quanto tali effetti, come abbiamo già visto, non sono generati dai peptidi stessi, ma dalle proteine : occorre l'intera proteina per innescare effetti sistemici. È necessaria una proteina che contenga potenzialmente la sequenza peptidica. Le principali fonti di peptidi bioattivi sono principalmente le caseine e le siero proteine. Anche le leguminose e il glutine contengono peptiti bioattivi, sebbene in minor quantità.

## I peptidi bioattivi delle caseine e del siero del latte
I peptidi bioattivi derivati o dalle siero proteine o dalla caseina, sono oppioidi agonisti o antagonisti, quindi hanno un effetto sul sistema nervoso. Sono peptidi molto piccoli la cui sequenza è formata al massimo di 4-5 amminoacidi (AA). Nel siero del latte troviamo un altro peptide il GMP o glicomacropeptide: questo deriva dalla codina della k-caseina, è dotato di attività immunoglobulatoria, non contiene fenilalanina e viene utilizzato per le persone con fenilchetonuria.

## I peptidi bioattivi nel formaggio
Nel formaggio è presente una forte azione proteolitica, con peptidi oppioidi agonisti o antagonisti, ACE- inibitori, che agiscono sull'ACE, l'enzima che regola la pressione sanguigna: quindi se inibisco l'enzima che alza la pressione con questi peptidi la pressione si abbassa.

## L'importanza della struttura terziaria tridimensionale del peptide
Moltissimi peptidi bioattivi vengono ricavati dalle caseine e da siero proteine. Non tutti sono uguali, nel senso che pur essendo dotati di una sequenza più o meno simile, tra quelli ACE-inibitori,o quelli che trasportano i metalli, anche se avevano lo stesso compito, non possedevano una sequenza di aminoacidi uguale e di conseguenza funzionavano in diverso modo, quindi aggiungendo un fosfopeptide nell'alimento, avrei dovuto avere un prodotto che agevolava nel trasporto del calcio dello zinco, ma in realtà non è così, poiché i peptidi bioattivi devono, sì, avere una sequenza con la loro struttura primaria, ma per funzionare nell'organismo devono possedere una specifica struttura terziaria.

## L'efficienza di un peptide
L'efficienza di un peptide non dipende quindi ed esclusivamente dalla sequenza primaria ma della struttura tridimensionale che assume il peptide nello spazio : la struttura tridimensionale è essenziale per la loro funzionalità.
La B-Caseina, per esempio, è un immunomodulatore che facilita le risposte del sistema immunitario, e possiede la funzione di migliorare la condizione di immunodepressione. Per esempio : dopo un trapianto il sistema immunitario viene volutamente abbassato. Per riportarlo alla sua piena funzionalità vengono utilizzati dei preparati di B-Caseina. Si è scoperto che non è necessaria tutta la proteina per avere quell'effetto, ma basta solo estrarne la parte C-terminale, quella definita dai numeri, 191-209 : ed è questa che viene spesso utilizzata.
Ciò che è sufficiente a stimolare il sistema immunitario è la parte del peptide formato partendo dal C-terminale della B-Caseina fino al GPF, (glicina, prolina, fenilalanina) : sono sufficienti gli ultimi 7 residui, quindi attraverso una proteasi posso selezionare esclusivamente questo peptide, o posso sintetizzarlo chimicamente.

## D-Prolina e L-Prolina
Per esempio, si è scoperto che utilizzando un determinato enzima, la D-Prolina, la struttura del peptide cambiava, priva dell'efficienza ottenuta attraverso la L-Prolina, l'efficienza di questo enzima conferiva al peptide una funzione. Per questo alcuni peptidi hanno un'efficienza migliore rispetto ad altri che hanno lo stesso compito, ma hanno una struttura diversa.